# Iraklio Omilos Antisfairiseōs kai Athlopaidiōn
L'Iraklio Omilos Antisfairiseōs kai Athlopaidiōn (in greco: Ηράκλειο Όμιλος Αντισφαιρίσεως και Αθλοπαιδιών - Iraklio O.A.A.) è una società cestistica avente sede a Candia, in Grecia. Fondata nel 1968, gioca nel campionato greco.

## Palmarès
- A2 Ethniki: 1

1996-1997